# Partito Socialista di Sinistra
Il Partito Socialista di Sinistra (in norvegese Sosialistisk Venstreparti, SV; in sami del nord Sosialistalas Gurutbellodat, SG) è un partito politico norvegese di sinistra, di ispirazione socialista democratica ed ecosocialista.
È membro dell'Alleanza della Sinistra Verde Nordica.

## Storia
Nel 1973 venne fondata la Federazione elettorale socialista, un'alleanza composta da:
- Partito Popolare Socialista, nato nel 1961 da fuoriusciti dal Partito Laburista Norvegese contrari alla Nato ed alla Comunità Europea;
- Partito Comunista di Norvegia, nato nel 1923 dai filosovietici fuoriusciti dal Partito laburista;
- Socialisti Democratici - AIK, fondato nel 1972 dalla componente laburista contraria all'ingresso nella Comunità Europea;
- Socialisti indipendenti.

La Federazione contribuì fortemente alla vittoria del referendum contro l'ingresso nella Comunità Europea nel 1972. Alle elezioni politiche del 1973 ottenne 16 deputati e l'11,6% dei voti. Nel 1975 venne formalmente fondato il Partito Socialista di Sinistra, al quale, però, non prese parte il Partito Comunista.
Negli anni Ottanta per il SV fu estremamente difficile conseguire seggi in Parlamento. Agli inizi degli anni Novanta il partito perse ulteriormente consensi, salvo nel 1994 quando si impegnò nuovamente contro l'ingresso nella UE. L'intervento militare in Kosovo scosse il partito, che si vide diviso tra chi riteneva l'iniziativa necessaria per difendere i diritti umani e chi si faceva portavoce delle tradizionali posizioni anti-NATO. Posizioni univoche invece ci sono state sia contro l'intervento in Afghanistan che contro quello in Iraq. Dalla fine degli anni '90 il partito è andato spostandosi su posizioni meno massimaliste, ponendo decisa attenzione alle tematiche ambientaliste ed egualitarie.
L'opposizione alla guerra in Iraq e le posizioni più "moderate" hanno riavvicinato il SV ai laburisti, tanto che il partito ha deciso di prendere parte, per le elezioni del 2005, alla coalizione "Rosso-Verde" (SV, Laburisti e Partito Centrista). Alle elezioni, il SV ha ottenuto l'8,8% dei voti e 15 seggi. La coalizione ha così conquistato il governo, il primo al quale ha preso parte il SV, rimanendo al governo anche dopo le elezioni del 2009.
Le elezioni del 2013 vengono vinte dai partiti di destra, SV supera per pochi voti la soglia di sbarramento e passa all'opposizione. Dopo le elezioni del 2017, in cui l'SV torna a crescere , viene confermata la posizione di opposizione al governo di destra.

## Loghi

Fino al 2013
Dal 2013
Dal 2020

## Risultati elettorali
| Anno  | Voti   | Voti | Voti | Seggi    | Seggi | Status      |
| Anno  | #      | %    | ±    | #        | ±     | Status      |
| ----- | ------ | ---- | ---- | -------- | ----- | ----------- |
| 1973  | 241851 | 11,2 | -    | 16 / 169 | -     | Opposizione |
| 1977  | 96248  | 4,2  | 7    | 2 / 169  | 14    | Opposizione |
| 1981  | 121561 | 4,9  | 0,7  | 4 / 169  | 2     | Opposizione |
| 1985  | 141950 | 5,5  | 0,6  | 6 / 169  | 2     | Opposizione |
| 1989  | 266782 | 10,1 | 4,6  | 17 / 169 | 11    | Opposizione |
| 1993  | 194633 | 7,9  | 2,2  | 13 / 169 | 4     | Opposizione |
| 1997  | 194663 | 6,0  | 1,9  | 9 / 169  | 4     | Opposizione |
| 2001  | 316456 | 12,5 | 6,5  | 23 / 169 | 14    | Opposizione |
| 2005  | 233069 | 8,8  | 3,7  | 15 / 169 | 8     | Governo     |
| 2009  | 166361 | 6,2  | 2,6  | 11 / 169 | 4     | Governo     |
| 2013  | 116057 | 4,1  | 2,1  | 7 / 169  | 4     | Opposizione |
| 2017  | 176222 | 6,0  | 1,9  | 11 / 169 | 4     | Opposizione |
| 2021  | 227274 | 7,5  | 1,4  | 13 / 169 | 2     | Opposizione |
| Fonte |        |      |      |          |       |             |